# 구글 일본어 입력
구글 일본어 입력(일본어: Google 日本語入力)은 구글이 제공하는 일본어 입력기이다. 2009년 12월3일에 베타판으로 공개되어, 2010년 12월16일에 정식판이 공개됐다. 오픈소스판은 Mozc라는 이름으로 공개되어있다.
인터넷상에서 자동으로 사전을 생성함에 따라, 전문용어나 화제 인물의 이름(연예인, 정치인, 만화·애니메이션·게임 등에 등장하는 가공의 캐릭터 이름 등)부터 유행이 빠르게 변하는 인터넷용어까지 대응하는 정확도 높은 변환이 장점인 일본어 입력기이다. 특히 고유명사의 어휘력이 다른 일본어 입력기와 비교해 월등히 높은 것이 인터넷상에 큰 화제가 됐다.

## 같이 보기
- 구글 병음 입력기
- 바이두 일본어 입력
- 구글 IME
- 마이크로소프트 IME
- 일본어 입력기